# Manopus biguttatus
Manopus biguttatus är en skalbaggsart som beskrevs av François Louis Nompar de Caumont de Laporte 1840. Manopus biguttatus ingår i släktet Manopus och familjen Melolonthidae. Inga underarter finns listade i Catalogue of Life.